# Zhao Jun (Skilangläufer)
Zhao Jun (* 21. Februar 1967) ist ein ehemaliger chinesischer Skilangläufer.
Zhao belegte bei den nordischen Skiweltmeisterschaften 1987 in Oberstdorf den 71. Platz über 15 km klassisch, den 60. Rang über 30 km klassisch und den 50. Platz über 50 km Freistil. Im folgenden Jahr errang er in Calgary bei seiner einzigen Teilnahme bei Olympischen Winterspielen den 74. Platz über 15 km klassisch und den 64. Platz über 30 km klassisch. Bei den nordischen Skiweltmeisterschaften 1989 in Lahti lief er auf den 61. Platz über 15 km klassisch, auf den 56. Rang über 15 km Freistil und jeweils auf den 47. Platz über 30 km klassisch und 50 km Freistil.